# Grote Ontginning

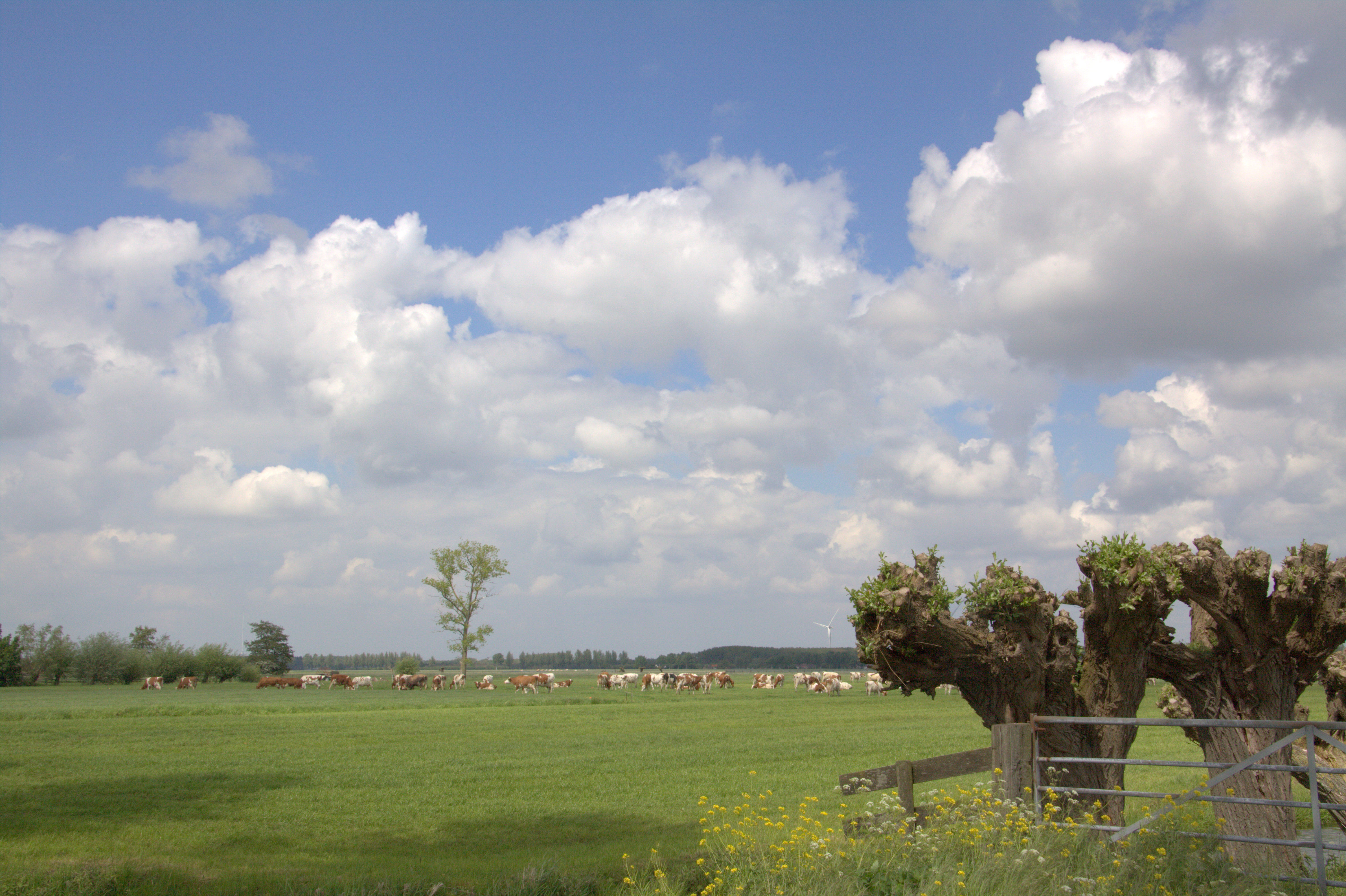
Ontginningsgebied Overboeicop

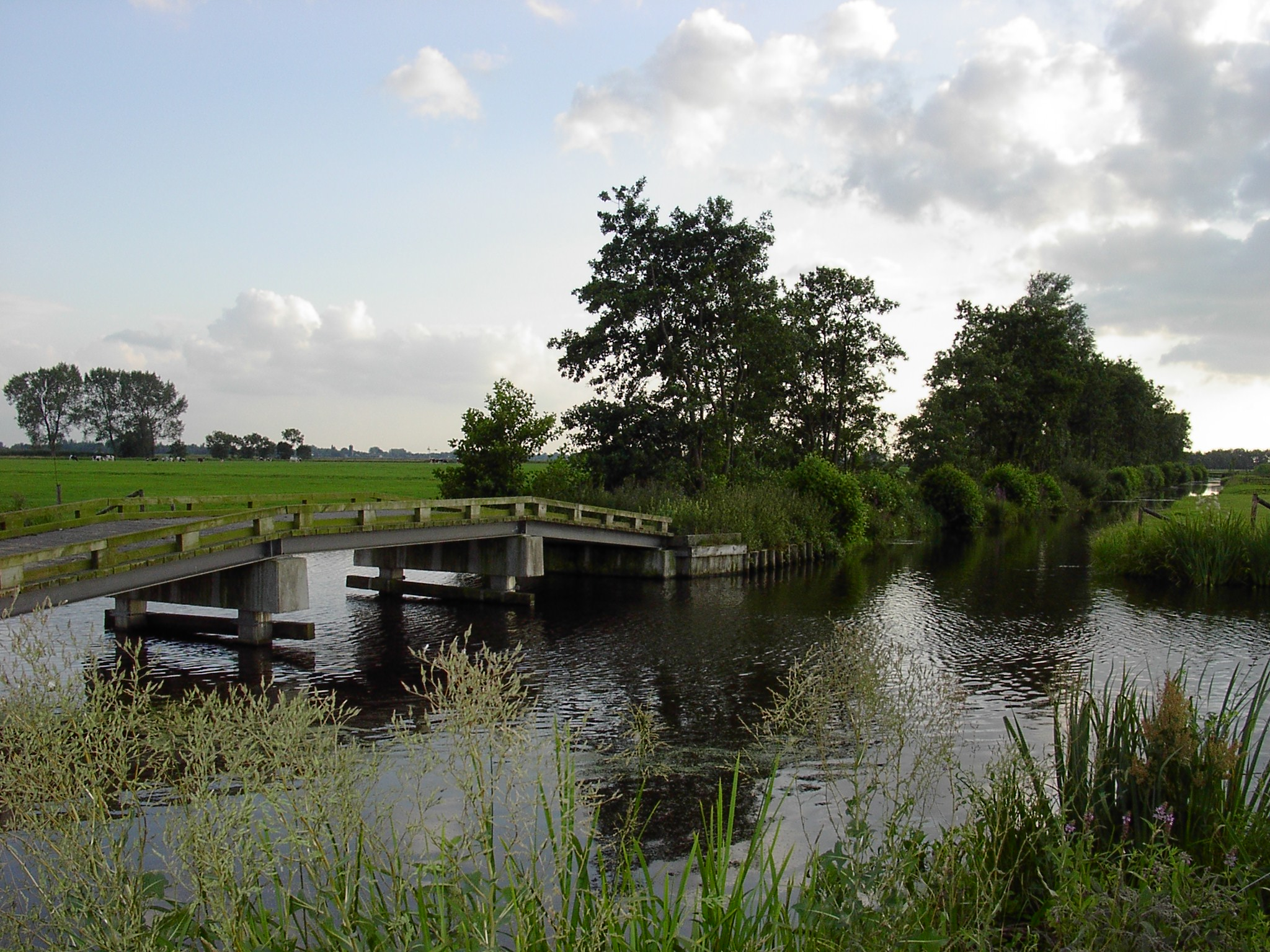
Ontginningslandschap bij Willeskop

De Grote Ontginning was een periode van ontginningen die begon in de 10e eeuw en duurde tot de 13e eeuw. Tijdens deze periode veranderde de prehistorische veenwildernis, die zich uitstrekte van de Hollandse Duinen tot aan de Utrechtse Heuvelrug, in landbouwgrond door middel van menselijke arbeid en gereedschap zoals spaden en kruiwagens. De ontginningen vonden plaats in wat later bekend werd als het Groene Hart of de Hollands-Utrechtse laagvlakte. Het landschap en grondpatroon van deze regio is sindsdien nauwelijks veranderd.

## Voorgeschiedenis
In de oudheid en de vroege middeleeuwen werd Holland alleen bewoond op de hogere duingronden langs de kust en op de oeverwallen langs de rivieren. Voor de rest bestond het gebied uit veengronden die vrijwel onbewoond waren.

### 800
Rond het jaar 800 werd een eerste begin gemaakt met de ontginning van de metersdikke uitgestrekte veenkussens die, door gebrek aan zuurstof in de natte bodem, uit slechts gedeeltelijk verteerd plantaardig materiaal bestonden. De kolonisten namen waarschijnlijk de hoogst liggende gronden, die een natuurlijke ontwatering kenden, het eerst in gebruik. Van hieruit werd het land door het verbreden van natuurlijke waterlopen en het graven van sloten verder ontwaterd, waarbij vaak een verlaging van de waterstand met 0,5 tot 1 meter noodzakelijk was.

### 900
De bevolkingsgroei vanaf de 10e eeuw zorgde voor een toename van de behoefte aan landbouwgronden in West-Europa. De bevolkingstoename maakte ook dat er meer arbeidskrachten beschikbaar kwamen die landbouwgronden konden ontginnen. Ook in de Lage Landen was meer landbouwgrond nodig, aangezien er veel graan moest worden ingevoerd. Daarnaast stopten rond het jaar 1000 de plundertochten van de Vikingen, waardoor de rust terugkeerde en het land verder ontwikkeld kon worden. Ook werd de relatief koude Karolingische tijd afgewisseld met een relatief warmere periode tot waarschijnlijk begin 14e eeuw.
Vóór deze tijd vonden ontginningen slechts op beperkte schaal plaats om uitgeputte gronden te vervangen: buiten Friesland en delen van Holland werd er weinig vee gehouden, zodat er geen goede bemesting was. Uitgebreidere ontginningen werden beperkt door het Karolingische domeinstelsel dat een gesloten, sterk hiërarchische en planmatige organisatie was. Ontginningen vonden wel plaats door bedijking van grote delen van het kustgebied, van de Aa tot voorbij de Eems, waardoor de schorren vruchtbare weidegronden werden.

### 1000
Door de vervanging van de houten haakploeg door de ijzeren keerploeg werd de bewerking van zwaardere gronden mogelijk en kon dieper geploegd worden, wat zorgde voor een betere bodemvruchtbaarheid. Daarnaast werd het drieslagstelsel steeds meer gebruikt waardoor er minder misoogsten waren en er een gevarieerder voedselaanbod was. Ook werd het ossenspan langzaam vervangen door paarden met halsters. De zaaizaadfactor steeg enorm door al deze veranderingen. Langzaamaan verdwenen de hongersnoden die tot in de 12e eeuw periodiek voorkwamen. De grootste bijdrage hieraan leverde de toegenomen ontginning van woeste gronden waarmee vanaf de 10e eeuw vanuit de oudere nederzettingen was begonnen. Onder druk van de bevolkingssamenstelling kwam geleidelijk een einde aan het statische domeinstelsel, mede veroorzaakt door de vrees dat de horigen van het domein zouden wegtrekken om elders kolonist te worden. Langzaam werden de herendiensten daarom afgebouwd en vervangen door een cijns, aanvankelijk in natura, later in geld.

### 1100
De woeste gronden vielen traditioneel onder de landsheer via de regalia, de geüsurpeerde koninklijke rechten. In de 10e eeuw was het wildernis- en stroomregaal op de graven van Holland en de bisschoppen van Utrecht overgegaan. Friesland werd in de 11e eeuw bestuurd door de Brunonen, de vorsten van Brunswijk, voor en na hen hadden de bisschoppen van Utrecht er de grafelijke rechten. Bovendien hadden ook de graven van Holland soms de macht in Friesland of delen ervan. Deze heren inden het schot en hadden hun eigen heerban. Daarnaast waren er de kleinere heren, die lokaal behoorlijk zelfstandig konden zijn. Aanvankelijk ging een deel van de ontginningen in Friesland, West-Friesland en Waterland waarschijnlijk van hen uit, buiten graaf of bisschop om.

## Grote Ontginning
De Grote Ontginning vond plaats van de 10e eeuw tot en met de 13e eeuw in het gebied tussen het IJ in het noorden, de duinen in het westen, de Lek en de Waal in het zuiden en de Kromme Rijn, de Utrechtse Vecht en het Gooi in het oosten. Veel meer dan bij eerdere ontginningen het geval was, lag de controle bij de graven van Holland en de bisschoppen van Utrecht. Deze ontginning vond plaats in twee periodes. De eerste periode liep van de 11e eeuw tot een aantal stormvloeden aan het einde van de 12e eeuw, zoals de Sint-Thomasvloed van 21 december 1163, de Allerheiligenvloed van 1170 en de Sint-Nicolaasvloed van 1196 waardoor onder andere de Zuiderzee uit het Almere ontstond en het afwateringssysteem verstoord raakte door verzandingen van riviermondingen.
Begin 13e eeuw begon een tweede periode van ontginningen, waarbij eerst de beste stukken grond werden ontgonnen. Dit waren lager gelegen gebieden die van nature met hout begroeid waren. Uit deze ontginningsnederzettingen ontstonden plaatsen met namen waar woud of woude in voorkomt. Later werden ook de mindere gronden, de hogere venen die onbegroeid waren, ontgonnen. Hier werden plaatsen gesticht met de naam veen. De hoop voor de toekomst van de kolonisten blijkt uit een naam als Kockengen, Cocagne oftewel Luilekkerland. Waarschijnlijk waren de kolonisten horigen die een beter statuut beloofd werd met zekere vrijheden en rechten, zoals de vrijstelling van belasting tijdens de ontginningsfase en het ontbreken van herendiensten op het saalland. Het aantrekken van kolonisten was in de 11e eeuw al een van de oorzaken van het conflict tussen de keizer en Dirk III dat leidde tot de Slag bij Vlaardingen in 1018. Rond 1300 was vrijwel de gehele Hollands-Utrechtse laagvlakte veranderd in gebied voor landbouw en veeteelt.

### Cope

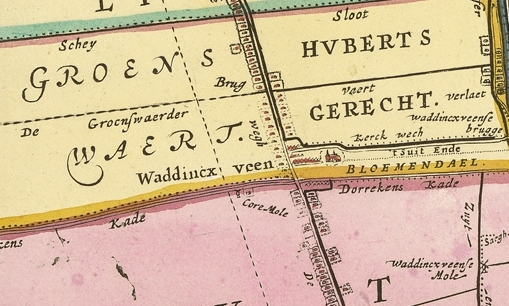
Gebied rond Waddinxveen dat in 1233 door graaf Floris IV voor 200 Hollandse ponden ter ontginning werd verkocht. (kaart uit 1687)

Bij de Grote Ontginning sloten de graven en bisschoppen overeenkomsten, copen, met een groep ontginners. Volgens deze overeenkomst kregen de ontginners de grond in eigendom en kregen zij de status van vrije boeren. Waarschijnlijk traden lokale edelen in de eerste periode op als vercoper namens de graaf of de bisschop. In de latere periode werden woeste gronden door de graaf in leen gegeven. De leenman trok kolonisten, vaak hospites genoemd, aan die het ontginningswerk verrichtten en eigenaar van een perceel werden. Het schoutambt en daarmee de rechtspraak en het recht om boetes te innen en het recht om tienden te innen moest hij voor zichzelf houden, aangezien dit heerlijke rechten waren, alleen aan edelen voorbehouden en dus niet over te dragen aan niet-edele boeren.
Diverse plaatsnamen herinneren nog aan de oorsprong als cope: Gerverscop, Hei- en Boeicop, Reijerscop, Teckop, Boskoop, Nieuwkoop, Vriezekoop.
De graaf gaf ook wel rechtstreeks land aan de kolonisten, die daarvoor recognitietijns, een soort ontginningsbelasting, moesten betalen. De recognitietijns was een symbolisch bedrag dat waarschijnlijk slechts bedoeld was om de kolonisten de graaf te laten erkennen als hun heer. In Holland konden zij ook worden opgeroepen voor de heervaart, een soort dienstplicht. Uiteindelijk werd het jaarlijkse bedrag steeds hoger en vormde daarmee een echte belasting, de bede. Deze cijns werd vaak omgezet in een pacht, die meestal gold voor drie jaar of een veelvoud daarvan. Omstreeks 1300 was vrijwel het gehele gebied in cultuur gebracht.

## Methode
Naast het graven van ontwateringssloten die diep genoeg waren om het water af te kunnen voeren uit het veen, werd de begroeiing afgebrand, wat ook een vorm van bemesting was. De hoeve had een vaste breedte en diepte. De diepte bedroeg meestal zes voorlingen en de breedte werd bepaald aan de hand van de parallel uit te graven sloten. Dit werd ook wel de Fries-Hollandse ontginningsmethode genoemd. Na een jaar was er een zode gevormd die min of meer in staat was mens en dier te dragen. Voor een periode van drie jaar werd de grond dan voor veeteelt gebruikt, waarna, als de grondwaterstand voldoende was gezakt, het verdeeld werd voor akkerbouw, vooral voor graanverbouw. Op deze wijze werd per jaar gemiddeld zo'n 2000 hectare woeste grond tot cultuurland gemaakt.

## Ontginningen elders
Behalve door kolonisten werd ook door cisterciënzers veel bedijkt en ontbost. Monniken van de abdij Onze-Lieve-Vrouw Ten Duinen te Koksijde en de Abdij van Boudelo te Klein-Sinaai hebben bijvoorbeeld grote delen van het Land van Hulst in Zeeuws-Vlaanderen ingepolderd.
Voor ontginningen in Midden- en Oost-Europa werden vanaf de 12e eeuw ervaren kolonisten uit de Lage Landen aangetrokken met als vooruitzicht een beter statuut. Er werden tientallen nederzettingen gesticht naar Vlaams of Hollands recht.
In Noord-Duitsland werden in de 12e eeuw copebrieven opgesteld naar Hollands model. Er vonden daar ook ontginningen plaats door Hollanders, hetgeen onder meer blijkt uit een contract dat in 1113 door een priester Hendrik alias Heinricus sacerdos werd afgesloten met de aartsbisschop van Bremen en Hamburg ten behoeve van een groep Hollandse immigranten.

## Veranderende machtsverhoudingen
Bij de aanleg van waterwerken speelden nog weleens tegengestelde belangen. Zo kwam Floris III van Holland in conflict met bisschop Godfried van Rhenen toen de graaf de Oude Rijn liet blokkeren bij Zwammerdam. Dit gebeurde naar aanleiding van de Sint-Thomasvloed van 21 december 1163, waarbij door de enorme kracht van de wind het water in de Oude Rijn bij de toch al verzande monding bij Katwijk werd teruggedreven in de rivier. Hierdoor liepen de polders van eerst Holland en later Utrecht onder water. De Hollanders legden de Suadenborchdam aan in de Oude Rijn, maar hierdoor konden de Utrechters hun landerijen niet meer afwateren. De bisschop bracht de zaak voor keizer Frederik Barbarossa. Floris III voerde aan dat de bisschop zelf in 1122 een dam had aangelegd bij Wijk om wateroverlast op zijn eigen gebied tegen te gaan. De graven van Gelre en Kleef, die overlast ondervonden van de bisschoppelijke dam, steunden Floris III, maar de keizer ging niet overstag en de Suadenborchdam moest worden verwijderd, terwijl de dam bij Wijk mocht blijven liggen.
Voor de Grote Ontginning waren de grenzen tussen de machtsgebieden van de graven van Holland en de bisschoppen van Utrecht niet duidelijk afgetekend en bestond er tussen beide een feitelijk niemandsland. Gedurende de ontginningen wisten de graven van Holland echter hun invloed uit te breiden ten koste van Utrecht. Zo ging Amstelland in 1279 over van Utrecht naar Holland. Waterland werd door Jan van Persijn in 1281 of 1283 verkocht aan graaf Floris V, West-Friesland werd na een eeuwenlange strijd in 1297 definitief aan Holland onderworpen.

## Gevolgen van de ontginning
De ontgonnen grond bleek op de lange duur toch niet geschikt voor het verbouwen van zware broodgranen, zoals tarwe en rogge, omdat hij inklonk en daardoor voor de landbouw weer te nat werd. Na 1350 nam de graanproductie van de veengronden dan ook af. Soms was het verbouwen van gerst, haver of handelsgewassen als vlas, hennep of koolzaad wel succesvol, maar vaak werd overgestapt op de melkveehouderij. Hiervoor waren minder mensen nodig. Ondanks de grote hongersnood van 1315-1317, en de pestuitbraken, ontstond er op het platteland een overschot aan arbeidskrachten, dat naar de steden trok waar door de grote sterfte juist een tekort was. Ook gingen veel overtollig geworden mensen zich bezighouden met ambachtelijk werk, zoals kaasmakerij. Daarnaast werd het boerenbedrijf in kustplaatsen vaak gecombineerd met de visserij en handelsvaart, waar men zich nu steeds meer op ging richten. Rond 1400 werd de haringbuis ontwikkeld, zodat de haring direct op zee gekaakt en gezouten kon worden, waardoor de reizen langer konden worden. Ook begon men gebruik te maken van sleepnetten. Dit alles bracht grote voordelen voor de haringhandel. De schaarste aan broodgraan zorgde ervoor dat de schippers dit in de Oostzeelanden gingen halen, wat later de moedernegotie werd genoemd en qua belang in de 15e eeuw zelfs de Hanze overtroefde.
Voor de ontginningen waren ook dijken, sluizen, kanalen en zijlen nodig. Om dit te coördineren werden waterschappen en heemraadschappen opgericht, in Vlaanderen wateringen genoemd. Vanaf de 13e eeuw kwamen er ook hoogheemraadschappen. De noodgedwongen collectiviteit zorgde voor een type bestuur en mentaliteit die waarschijnlijk een belangrijk onderdeel was van het latere succes van de Hollandse handel.
De bodemdaling veroorzaakt door de ontwatering van het veen bedroeg in het Hollands-Utrechtse veengebied in 1000 jaar ongeveer twee meter. In sommige delen van West-Friesland lag het maaiveld zelfs bijna vier meter hoger dan tegenwoordig. Soms kwam daardoor ook de kustverdediging in het gedrang. Dit bleek al in de 12e en 13e eeuw toen er een toename was van het aantal stormen en de Nederlanden te maken kregen met een aantal grote stormvloeden. Vanaf de 13e eeuw werden er dijken langs de kusten van de Zuiderzee en daarmee verbonden wateren aangelegd en langs de rivieren. Gebieden die aanvankelijk boven zeeniveau lagen werden vervolgens noodgedwongen omdijkt, zodat veenpolders ontstonden.